# الملاجه، ادلب
الملاجه (به عربی: الملاجة) یک روستا در سوریه است که در ناحیه کفرنبل واقع شده‌است. الملاجه ۴۸۶ نفر جمعیت دارد.